# Tubod (Lanao del Norte)
Tubod è una municipalità di terza classe delle Filippine, capoluogo della Provincia di Lanao del Norte, nella Regione del Mindanao Settentrionale.
Tubod è formata da 24 baranggay:
- Barakanas
- Baris (Lumangculob)
- Bualan
- Bulod
- Camp V
- Candis
- Caniogan
- Dalama
- Kakai Renabor
- Kalilangan
- Licapao
- Malingao

- Palao
- Patudan
- Pigcarangan
- Pinpin
- Poblacion
- Pualas
- San Antonio
- Santo Niño
- Taden
- Tangueguiron
- Taguranao
- Tubaran